# Nambui
Nambui Khatan (mongol : ᠨᠠᠮᠪᠢ, VPMC : Nambui, cyrillique : Намбуй, MNS : Nambui), est une khatun de la dynastie Yuan. Elle est nommée à cette fonction par le Khagan, Kubilai Khan, à la mort de Chabi, en 1281. Elle est à son tour remplacée en 1294 par Bulugan.